# 11139 Qingdaoligong
11139 Qingdaoligong eller 1996 YF2 är en asteroid i huvudbältet som upptäcktes den 22 december 1996 av Beijing Schmidt CCD Asteroid Program vid Xinglong-observatoriet. Den är uppkallad efter Qingdao University of Technology.
Asteroiden har en diameter på ungefär 5 kilometer.